# Apanthura xenocheir
Apanthura xenocheir là một loài chân đều trong họ Anthuridae. Loài này được Stebbing miêu tả khoa học năm 1910.